# Aleksandr Frołow (wiceadmirał)
Aleksandr Siergiejewicz Frołow (ros. Александр Сергеевич Фролов; ur. 8 sierpnia?/21 sierpnia 1902 w Gatczynie, zm. 9 września 1952 w Moskwie) – radziecki wojskowy, wiceadmirał.

## Życiorys
W 1918 roku wstąpił na ochotnika do Armii Czerwonej, gdzie był żołnierzem samodzielnej kompanii łączności, dowódcą oddziału 1 samodzielnego pułku strzeleckiego w Piotrogrodzie, pracownikiem samodzielnego oddziału WCzK 7 Armii, pomocnikiem dowódcy samodzielnego oddziału ochrony granicy z Finlandią, instruktorem Detskosielskowoskiej komendy wojskowej. W 1921 roku wziął udział w likwidacji powstania w Kronsztadzie.
W 1922 roku przeszedł do Marynarki Wojennej i w okresie od września 1922 do września 1924 roku był słuchaczem kursu przygotowawczego Wojskowej Szkoły Morskiej, a następnie do kwietnia 1927 roku słuchaczem Wojskowej Szkoły Morskiej im. Frunzego. Po jej ukończeniu został oficerem i w okresie od kwietnia 1927 do stycznia 1928 roku był pomocnikiem oficera wachtowego na pancerniku „Komuna Paryska” Floty Bałtyckiej, następnie dowódcą kompanii młodych marynarzy. Wraz z pancernikiem przeszedł na Morze Czarne i rozpoczął służbę we Flocie Czarnomorskiej, początkowo był oficerem wachtowym trałowca „Jazon”, a w okresie od lutego do września 1929 roku minerem okrętu podwodnego „Komunist”. W okresie od września 1929 do września 1930 roku słuchacz specjalistycznego kursu doskonalącego dowódców okrętów podwodnych Marynarki Wojennej Armii Czerwonej. Po ukończeniu kursu od października do grudnia 1930 roku miner okrętu podwodnego „Spartakowiec”, a następnie w okresie od grudnia 1930 do listopada 1931 roku pełnił służbę na okręcie podwodnym „Komunist”, będąc pomocnikiem dowódcy, a następnie do lutego 1932 roku dowódcą i jednocześnie komisarzem tego okrętu. Od lutego do października 1932 roku był słuchaczem kursu taktycznego w Wojskowej Akademii Morskiej im. Woroszyłowa, a po jego ukończeniu powrócił na stanowisko dowódcy okrętu podwodnego „Komunist”, którym dowodził do listopada 1933 roku. Od listopada 1933 do kwietnia 1935 roku był dowódcą okrętu podwodnego „Rewoljucjoner”, następnie do grudnia 1937 roku był dowódcą dywizjonu okrętów podwodnych Floty Czarnomorskiej. Potem od grudnia 1937 do kwietnia 1939 roku był szefem sztabu 1 Brygady Okrętów Podwodnych, a następnie od kwietnia 1939 do września 1940 roku dowódcą 3 Brygady Okrętów Podwodnych. We wrześniu 1940 roku został zastępcą szefa sztabu Floty Czarnomorskiej i stanowisko to pełnił do ataku Niemiec na ZSRR.
W okresie od lipca do września 1941 roku był komendantem Noworosyjskiej Bazy Floty. W dniu 16 września 1941 roku został dowódcą Dunajskiej Flotylli Wojennej i dowodził nią do 21 listopada 1941 roku. Następnie został komendantem Kerczeńskiej Bazy Floty, którą dowodził do czerwca 1942 roku. W tym czasie podległe mu okręty, statki i oddziały piechoty morskiej wzięły udział w Kerczeńsko-teodozyjskiej operacji desantowej. Od czerwca 1942 do stycznia 1943 roku był dowódcą tyłów Floty Czarnomorskiej. Jednocześnie od listopada 1942 do lutego 1943 roku, był konsultantem do spraw morskich w Radzie Konsultacyjnej do spraw Włoch. W lutym 1943 roku został naczelnikiem Wydziału Podwodnego Pływania sztabu Marynarki Wojennej i stanowisko to zajmował do czerwca 1944 roku. W tym okresie był przedstawicielem ZSRR w anglo-amerykańskim dowództwie przygotowującym desant pod Anzio (listopad 1943 – luty 1944).
W czerwcu 1944 roku został szefem sztabu Floty Oceanu Spokojnego, na tym stanowisku uczestniczył w wojnie radziecko-japońskiej w 1945 roku.
Po zakończeniu II wojny światowej pozostał na stanowisku szefa sztabu Floty Oceanu Spokojnego i funkcję tę pełnił do końca 1946 roku. W związku z reorganizacją Marynarki Wojennej ZSRR w styczniu 1947 został dowódcą nowo powstałej z podziału Floty Oceanu Spokojnego – 5 Floty Wojennej i funkcję tę pełnił do grudnia 1949 roku. Następnie w okresie od grudnia 1949 do listopada 1951 był uczestnikiem specjalnego kursu na Wydziale Morskim Wyższej Akademii Wojskowej im. Woroszyłowa. Po jego ukończeniu pozostał w dyspozycji komendanta Akademii i do sierpnia 1952 roku był wykładowcą na Wydziale Morskim tej akademii.
Zmarł w Moskwie i został pochowany na cmentarzu wwiedieńskim.

## Awanse
- kontradmirał (контр-адмирал) (16.09.1941 – rozkaz nr 2081)
- wiceadmirał (вице-адмирал) (25.09.1944 – rozkaz nr 2081)

## Odznaczenia
- Order Lenina (21.02.1945[1])
- Order Czerwonego Sztandaru (czterokrotnie – 1942, 03.11.1944[2], 08.07.1945[3], 1948)
- Order Uszakowa I st. (14.09.1945[4])
- Order Nachimowa I st. (05.11.1944[5])
- Order Czerwonej Gwiazdy (1938)
- Medal „Za obronę Odessy”
- Medal „Za obronę Sewastopola”
- Medal „Za obronę Kaukazu”
- Medal „Za zwycięstwo nad Niemcami w Wielkiej Wojnie Ojczyźnianej 1941–1945”
- Medal „Za zwycięstwo nad Japonią”
- Medal jubileuszowy „XX lat Robotniczo-Chłopskiej Armii Czerwonej” (1938)
- Medal jubileuszowy „30 lat Armii Radzieckiej i Floty”